# Steven Brooks
Steven Brooks (* 1973) ist ein US-amerikanischer Politiker und ehemaliges Mitglied der Nevada Assembly. Als deren erstes Mitglied wurde er durch ein Votum der Abgeordneten mit einer Zweidrittelmehrheit aus dem Parlament ausgeschlossen.
2010 wurde Brooks zum ersten Mal für die Demokraten in das Unterhaus des Parlaments von Nevada gewählt. Er repräsentierte dort den Norden von Las Vegas. 2012 erfolgte seine Wiederwahl. Am 19. Januar 2013 wurde er zum ersten Mal verhaftet, weil er der Sprecherin der Demokraten im Parlament, Marilyn Kirkpatrick, gedroht haben soll, sie zu erschießen. Hintergrund war seine Unzufriedenheit über die Parlamentsausschüsse, in die sie ihn entsandt hatte. Nach seiner Vereidigung wurde er am 10. Februar zum zweiten Mal verhaftet, diesmal aufgrund einer Anzeige wegen häuslicher Gewalt. Eine zu diesem Zweck gebildete überparteiliche Kommission empfahl daraufhin mit einem Votum von 6 zu 1 seinen Parlamentsausschluss, der am 28. März erfolgte. Wenige Stunden danach wurde er erneut verhaftet, weil er Gewalt gegen den Fahrer eines Abschleppwagens angewandt haben soll. Anschließend versuchte er, sich mit einer über 23 Meilen anhaltenden Verfolgungsjagd der Polizei zu entziehen. Wegen der Verfolgungsjagd wurde er in Kalifornien  inhaftiert und nach einem Jahr freigelassen, wegen des Angriffs auf seine Frau und die von ihr zu Hilfe geholten Polizeibeamten verurteilte ihn ein Gericht in Nevada anschließend zu einem bis drei Jahren Haft auf Bewährung.
Nach einem Streit mit Kunden und Polizisten in einem Lebensmittelgeschäft wurde er Ende April 2019 erneut verhaftet.
Vor seiner Wahl in das Staatsparlament arbeitete er als Assistent für ein Stadtratsmitglied in Las Vegas. Er hatte zu diesem Zeitpunkt vier Kinder.